# Swatar
Swatar, potocznie znany jako Is-Swatar i Tas-Swatar – osada na Malcie położona w granicach Birkirkary i Msidy. W 2015 liczyła ponad 4100 mieszkańców w około 1600 rodzinach. Od 8 listopada 2006 Swatar ma swoją odrębną parafię, erygowaną oficjalnym dekretem biskupa Malty Paula Cremony.

## Położenie
Swatar leży na wzgórzu. W pobliżu znajduje się szpital Mater Dei i Uniwersytet Maltański, które znajdują się na terenie Msidy znanym jako Tal-Qroqq. Swatar znajduje się również obok obszarów Tal-Qattus i Ta’ Paris w Birkirkarze. Przez większość XX wieku na terenie osady przeważały pola uprawne.
Niektóre budynki, np. farmhouses (zagrody wiejskie), powstały za rządów Zakonu św. Jana. Większość dziś istniejących budynków została wybudowana po II wojnie światowej i składa się na nowoczesne dzielnice mieszkaniowe. Po stronie Birkirkara Bypass (obwodnicy Birkirkary) znajduje się znaczna liczba miejsc, gdzie prowadzona jest działalność gospodarcza.

## Historia
Swatar był gruntem rolnym od czasów arabskich na Malcie. Za czasów Zakonu św. Jana obszar ten pozostawał w dużej mierze niezamieszkany, ale okoliczne tereny były obszarami zarówno rolniczymi, jak i łowieckimi. Teren ten zaczął być zaludniany po II wojnie światowej, kiedy osiedliło się tam kilka rodzin z miast. W latach 70. i 80. XX wieku rząd Malty przyznał rodzinom, które się tam przeprowadziły korzystne warunki finansowe na zakup gruntów i ich zabudowę; podobne programy uruchomiono na całej Malcie.

## Infrastruktura
Potrzeby duchowe mieszkańców Swatar są od 1989 na miejscu zaspokajane przez duchowieństwo Kościoła rzymskokatolickiego, a od 2008 osada jest samodzielną parafią. Patronem kościoła jest św. Ġorġ Preca, Maltańczyk.
Osada ma swoje własne grupy spotkań społecznych, takie jak Stowarzyszenie Doktryny Chrześcijańskiej (M.U.S.E.U.M.), Żgħażagħ Azzjoni Kattolika (ŻAK) i stosunkowo nowy ośrodek duszpasterski. W obrębie centrum duszpasterskiego znajduje się farmhouse, jeden z najstarszych budynków w Swatar.
Swatar jest gospodarzem stosunkowo dużej liczby firm, banków i innych inwestycji, które są zlokalizowane głównie z widokiem na szpital Mater Dei na Birkirkara Bypass. Najbardziej znanym jest bank APS oraz Call Centre banku HSBC.
Swatar to popularne miejsce wynajmu mieszkań przeznaczonych specjalnie dla studentów Uniwersytetu Maltańskiego pochodzących z Gozo lub uczestniczących w programie Erasmus.

## Zarządzanie
Swatar pozostaje integralną częścią rad lokalnych Birkirkary i Msidy, jednak ma własną administrację w postaci Swatar Administrative Committee.
Generalnie większość głosów w wyborach zdobywa Partia Pracy.

## Galeria

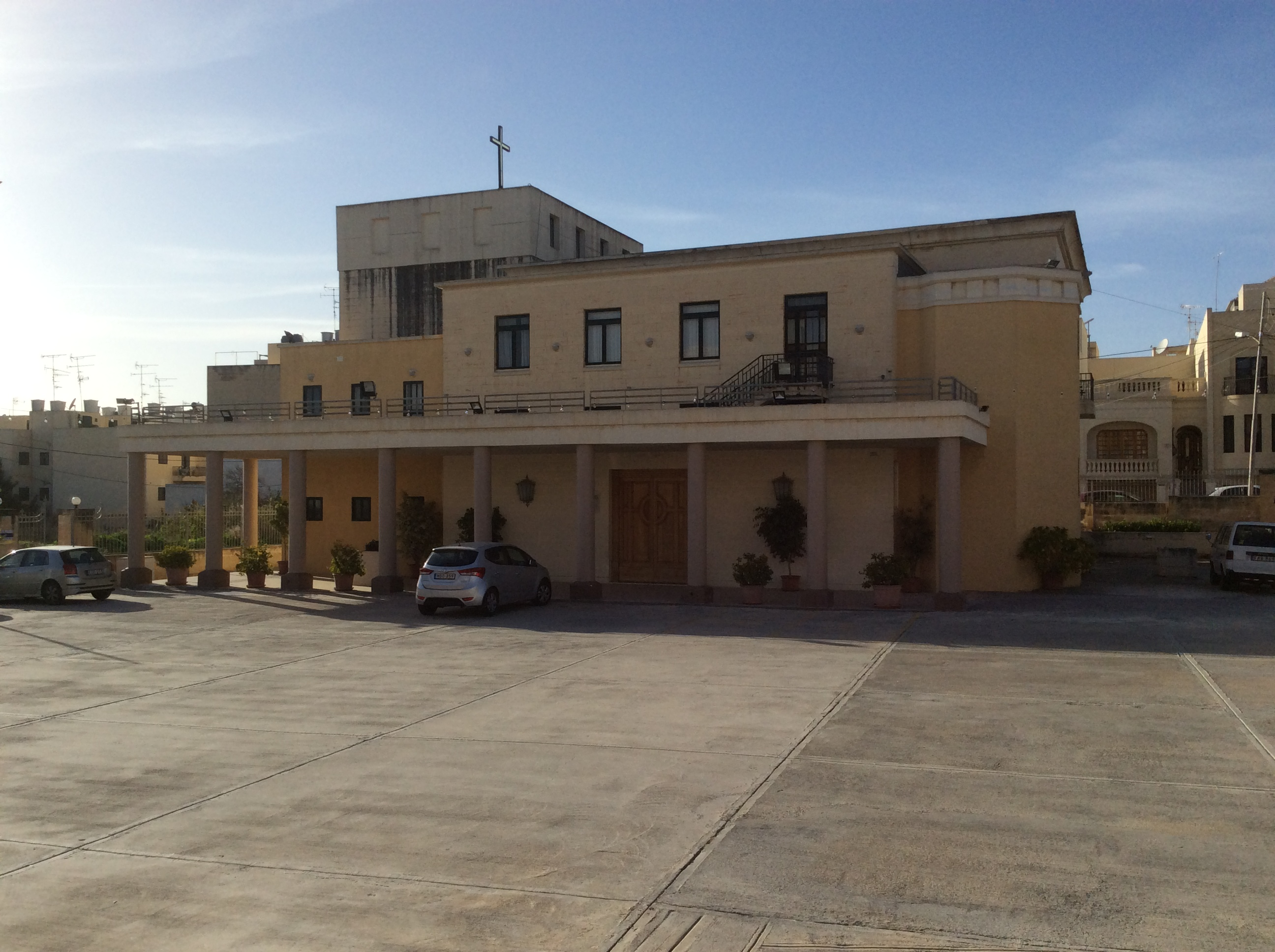
Kościół parafialny św. Ġorġa Precy
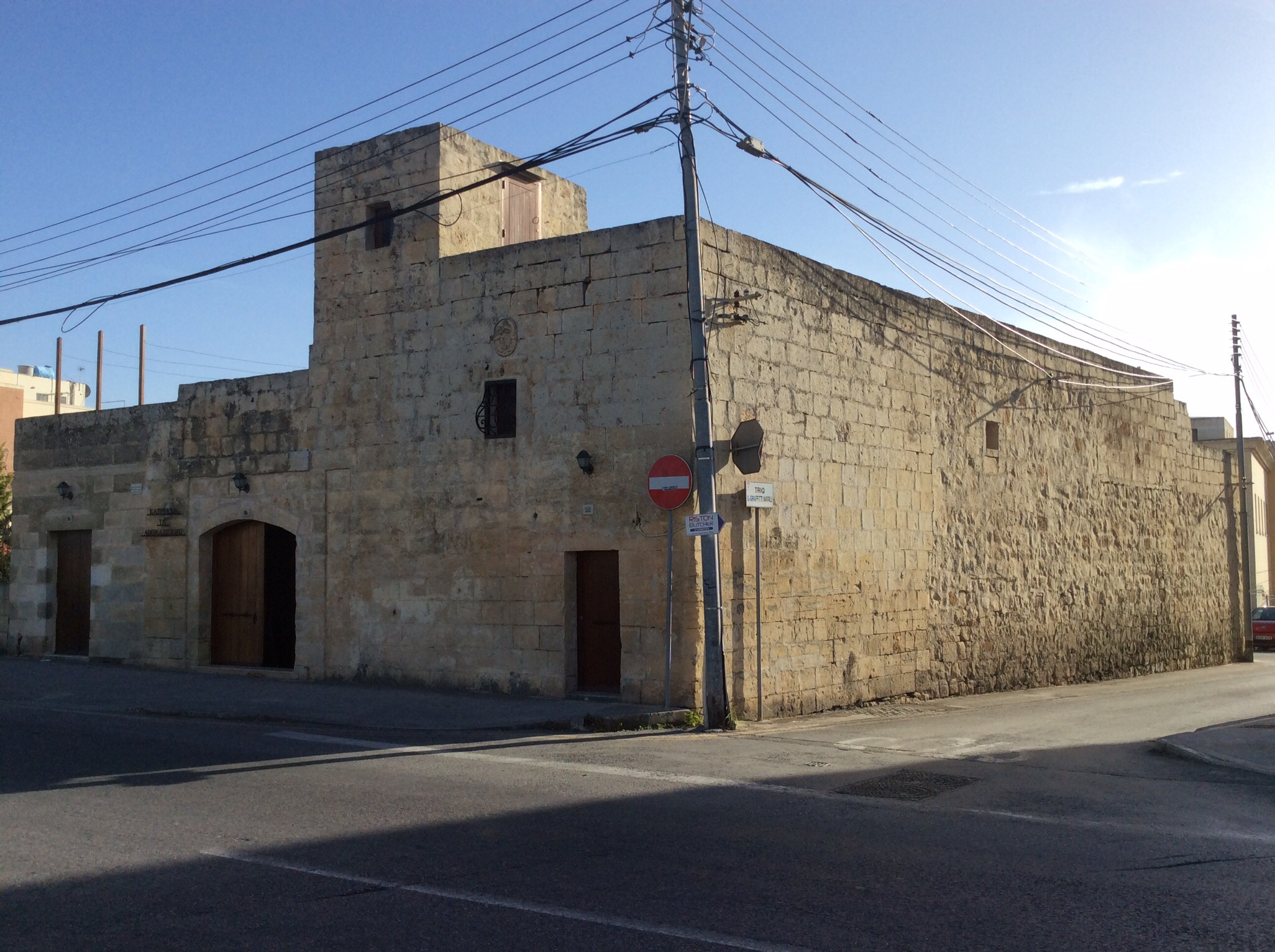
Centrum Duszpasterskie w farmhouse
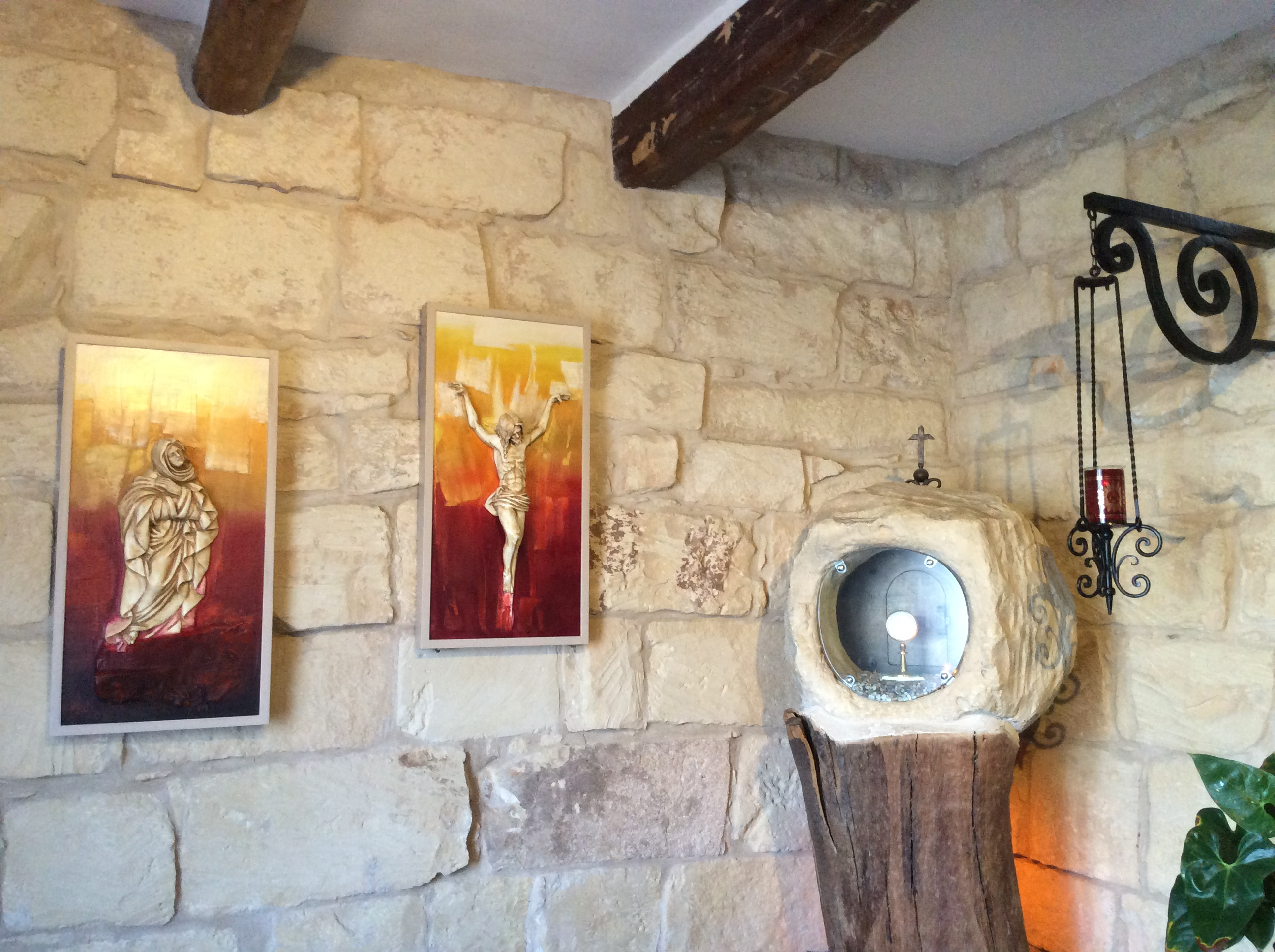
Wnętrze kaplicy adoracji (farmhouse)
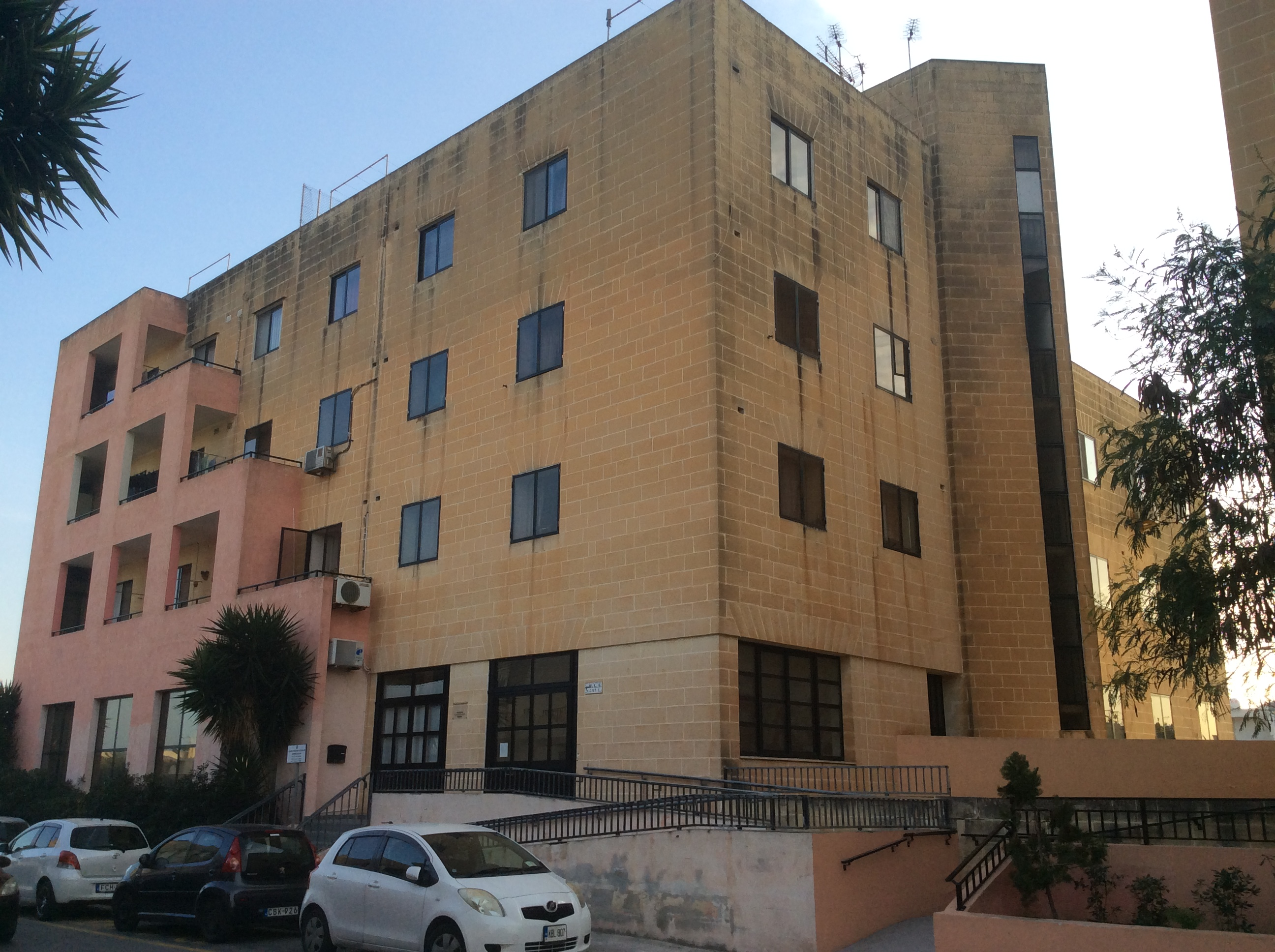
Centrum dla niepełnosprawnych mieszkańców Swatar
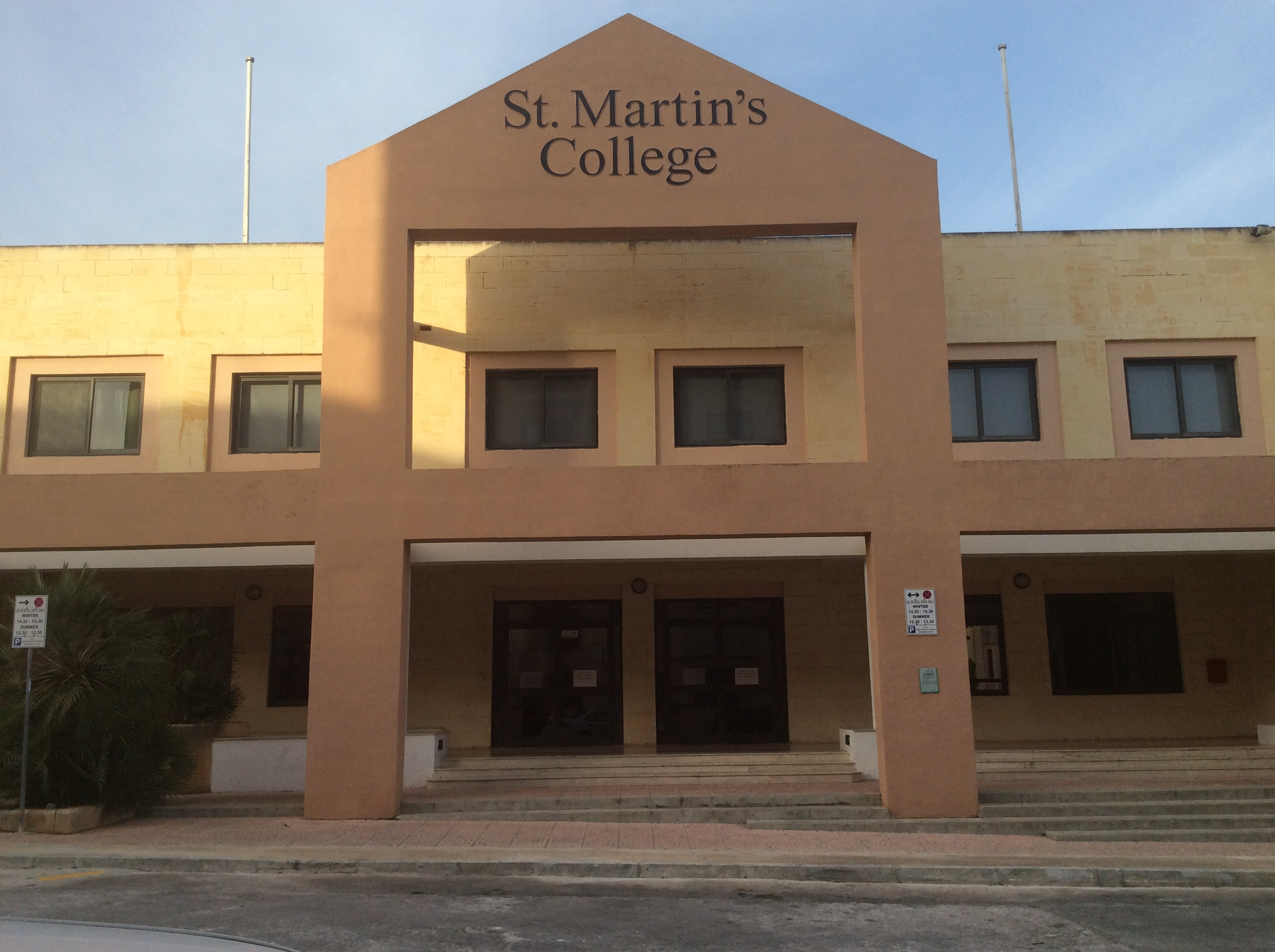
St Martin’s College

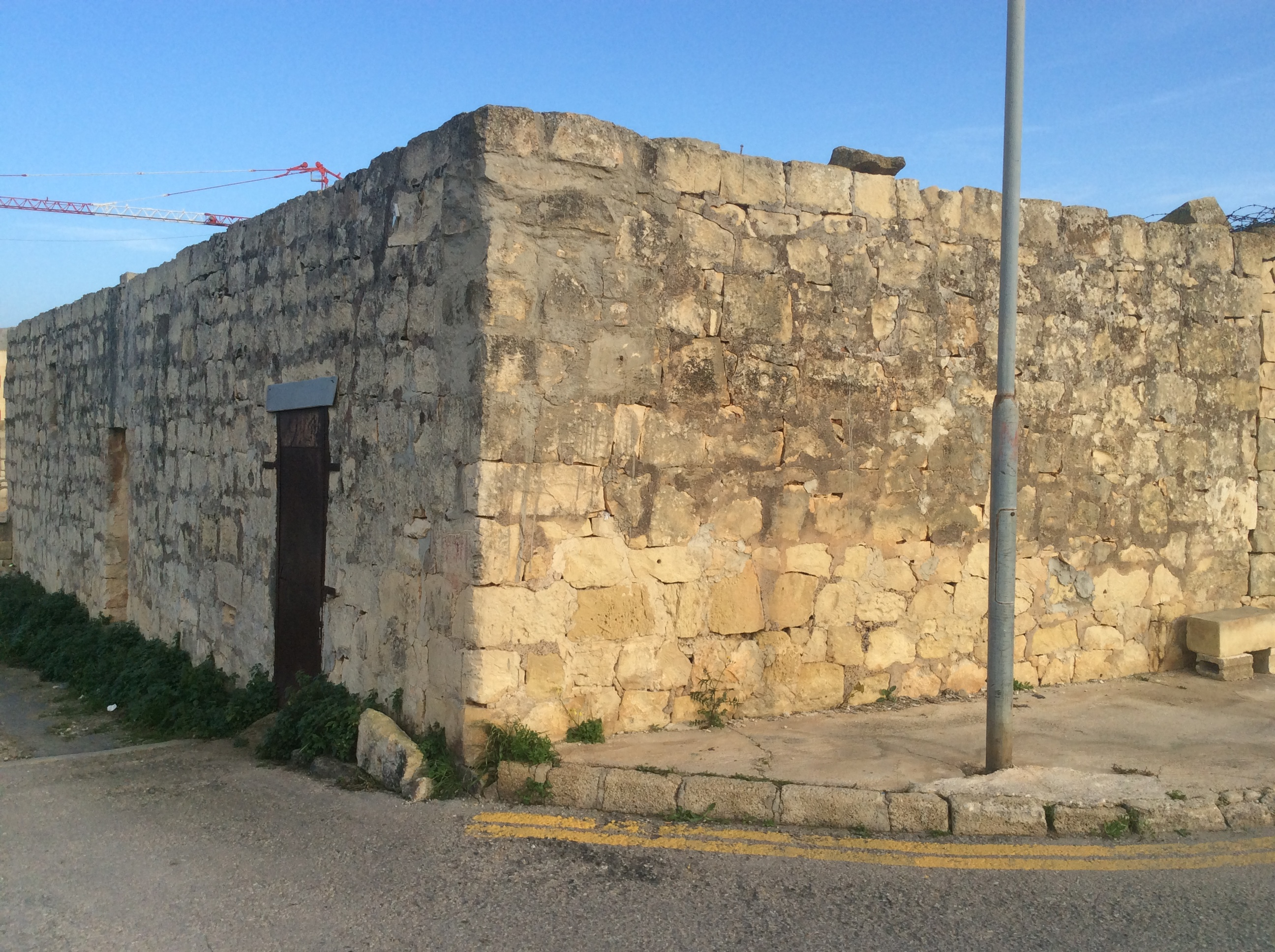
Farmhouse z 1714
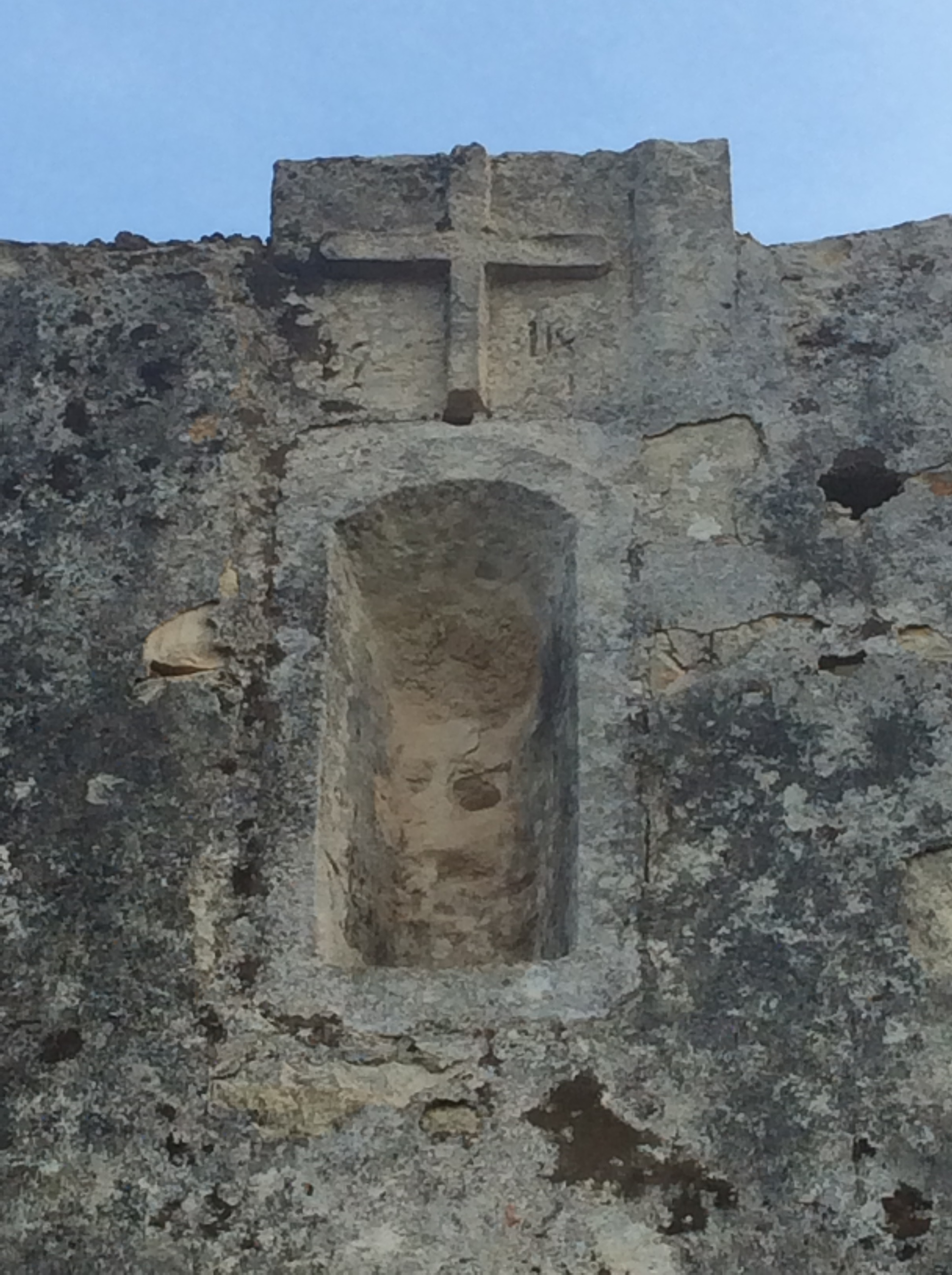
Nisza z widoczną datą 1714
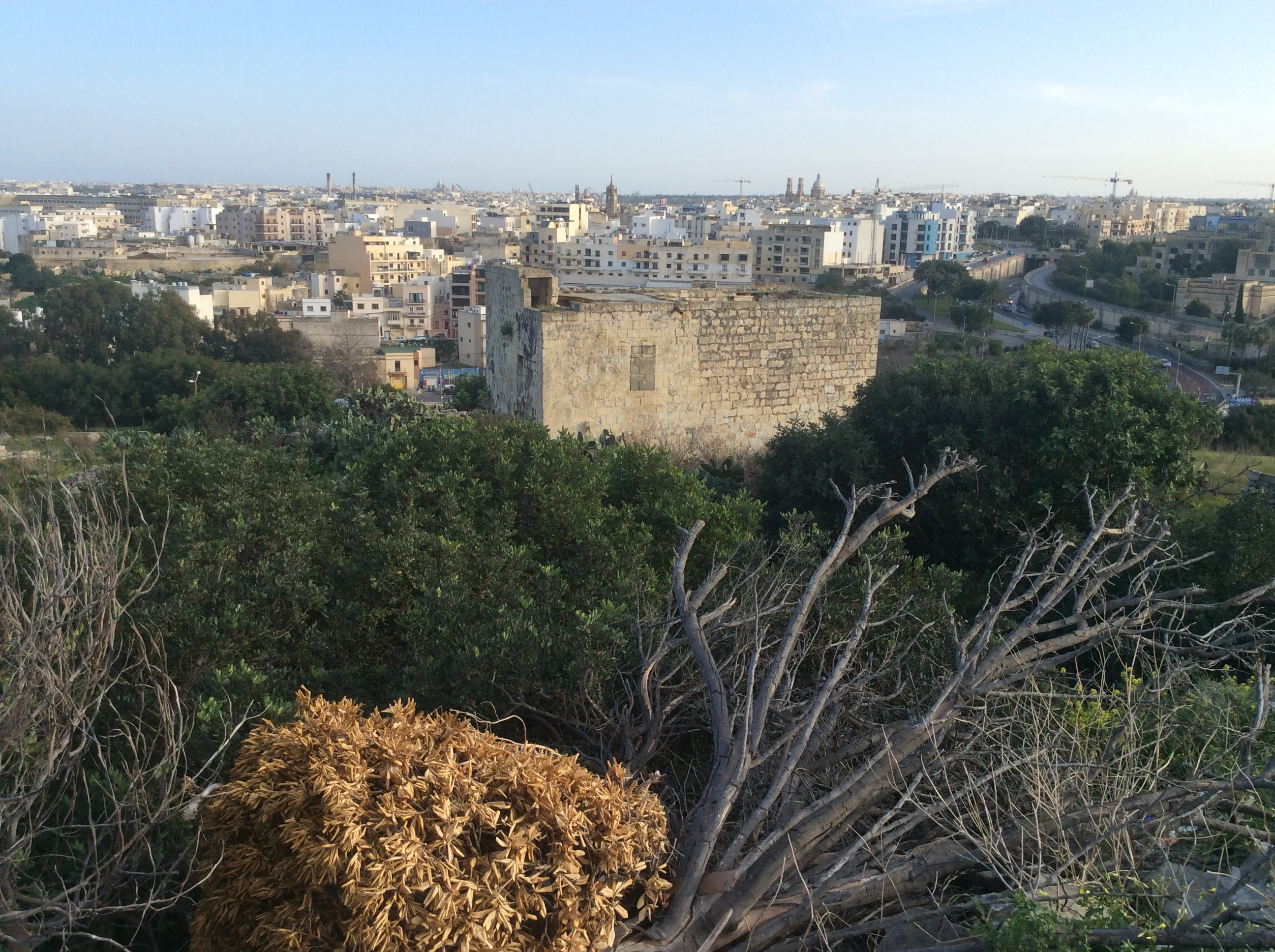
Farmhouse zbudowany w czasach rządów Zakonu joannitów
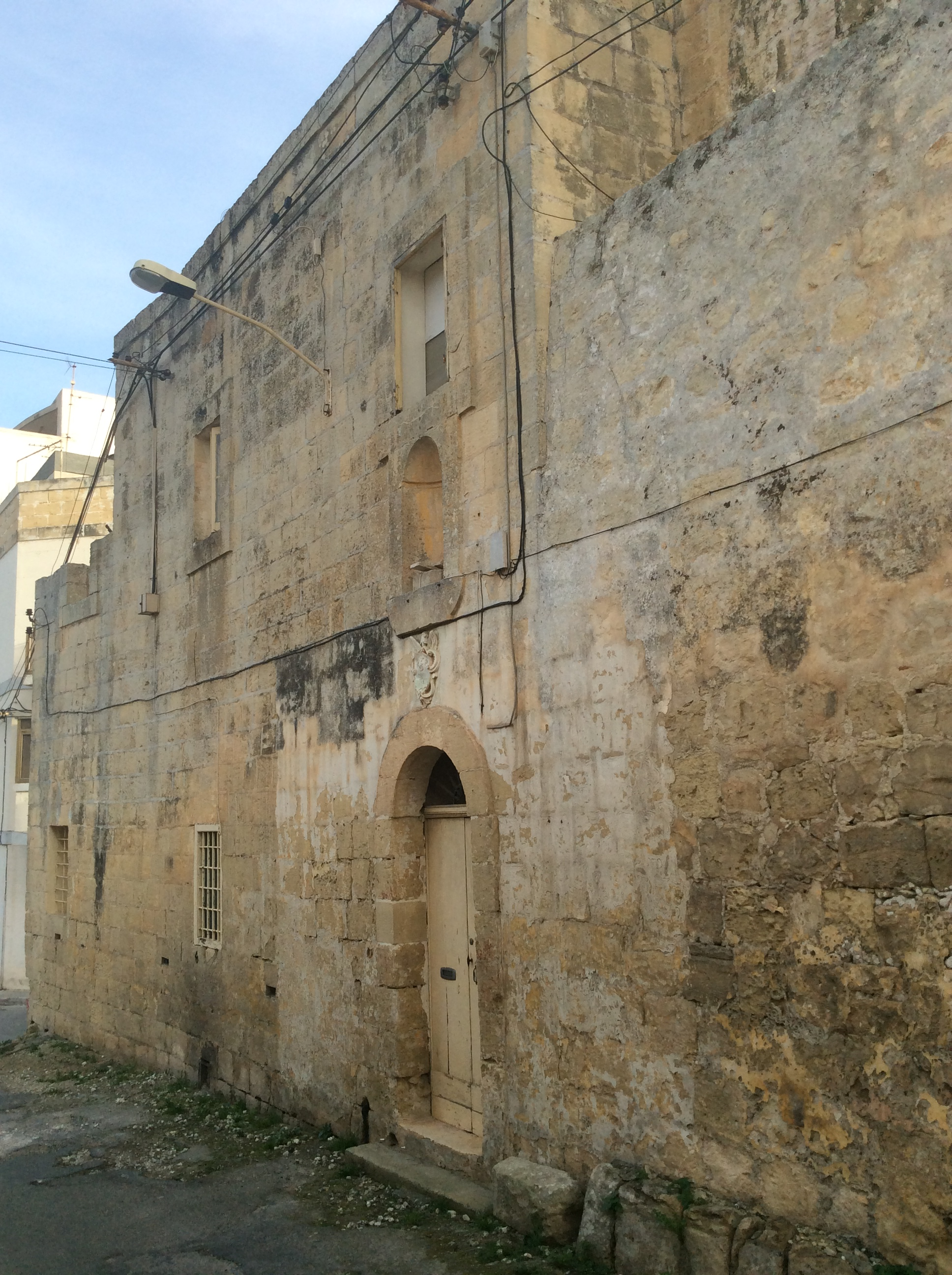
Farmhouse w pobliżu uniwersytetu

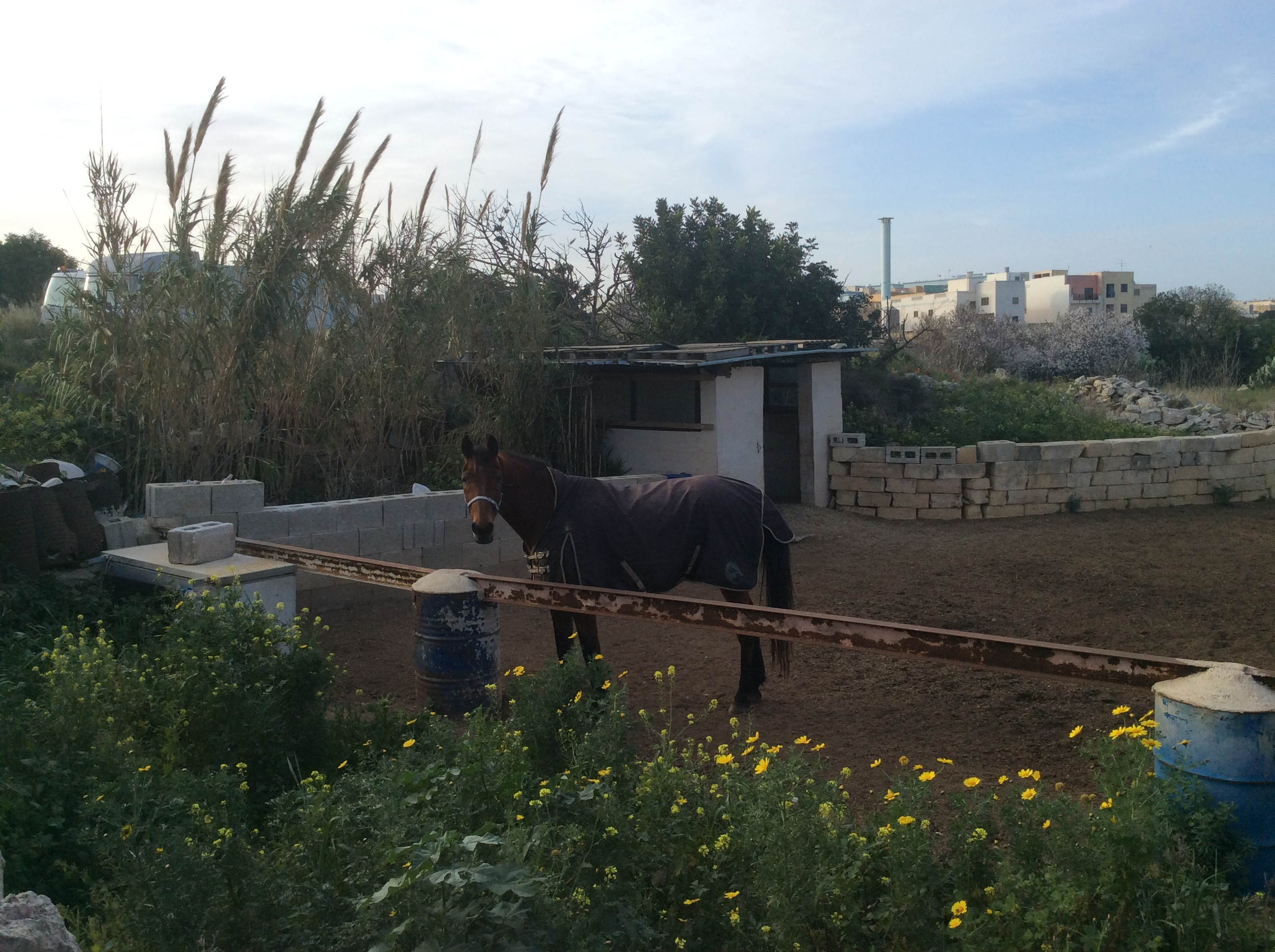
Stajnia w Swatar
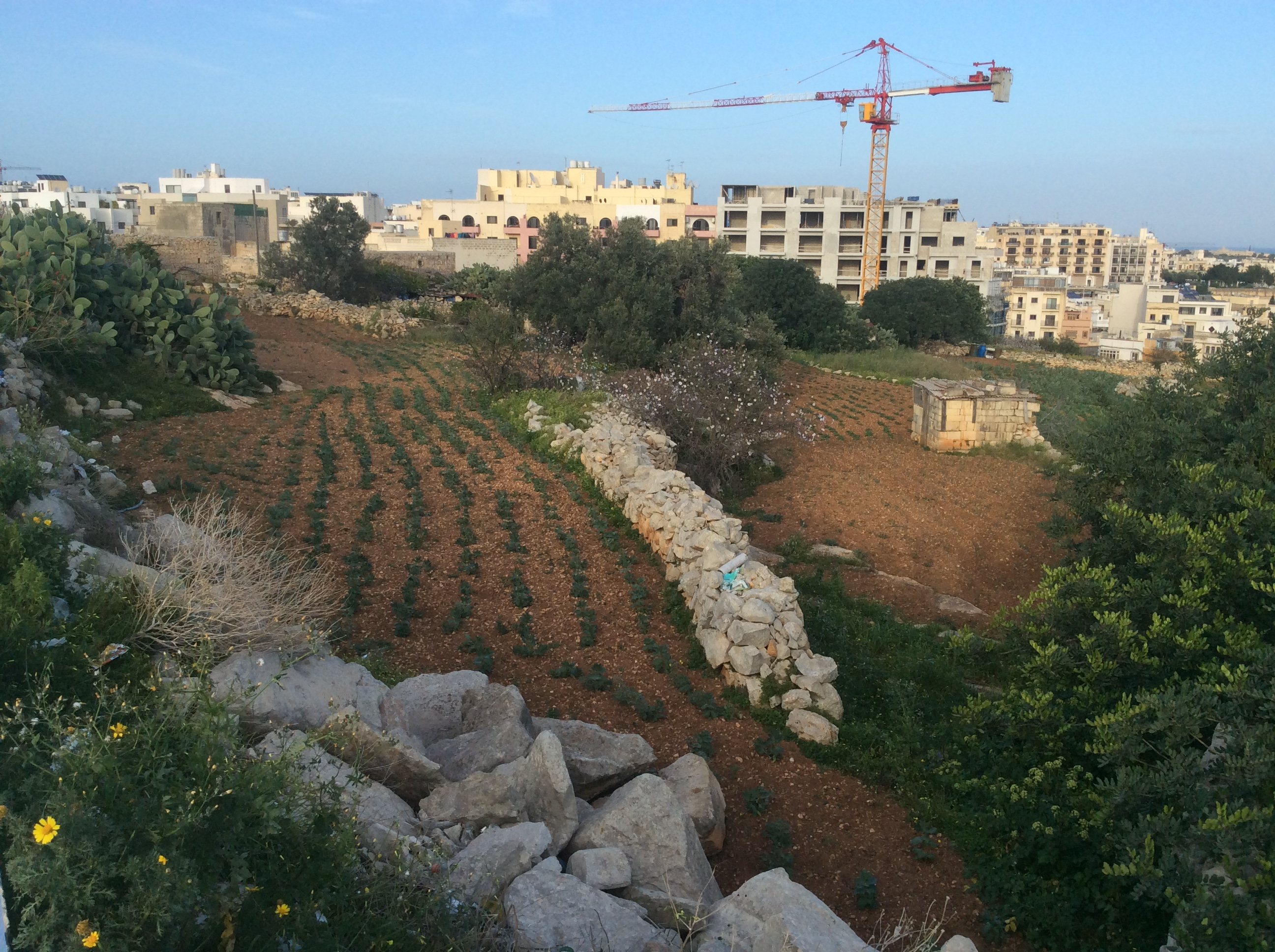
Teren rolniczy z widokiem na Msidę
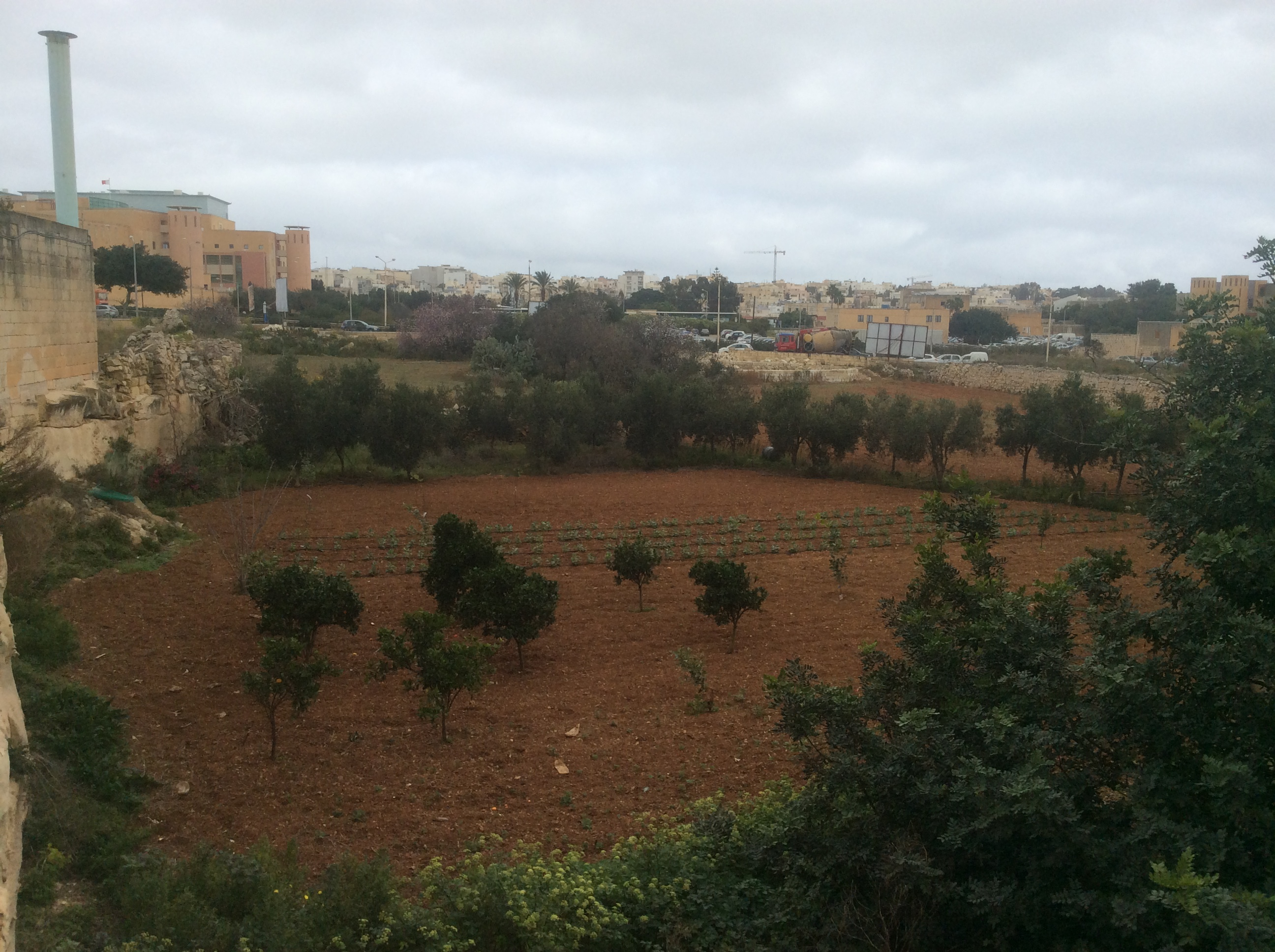
Teren rolniczy z widokiem na Tal-Qroqq
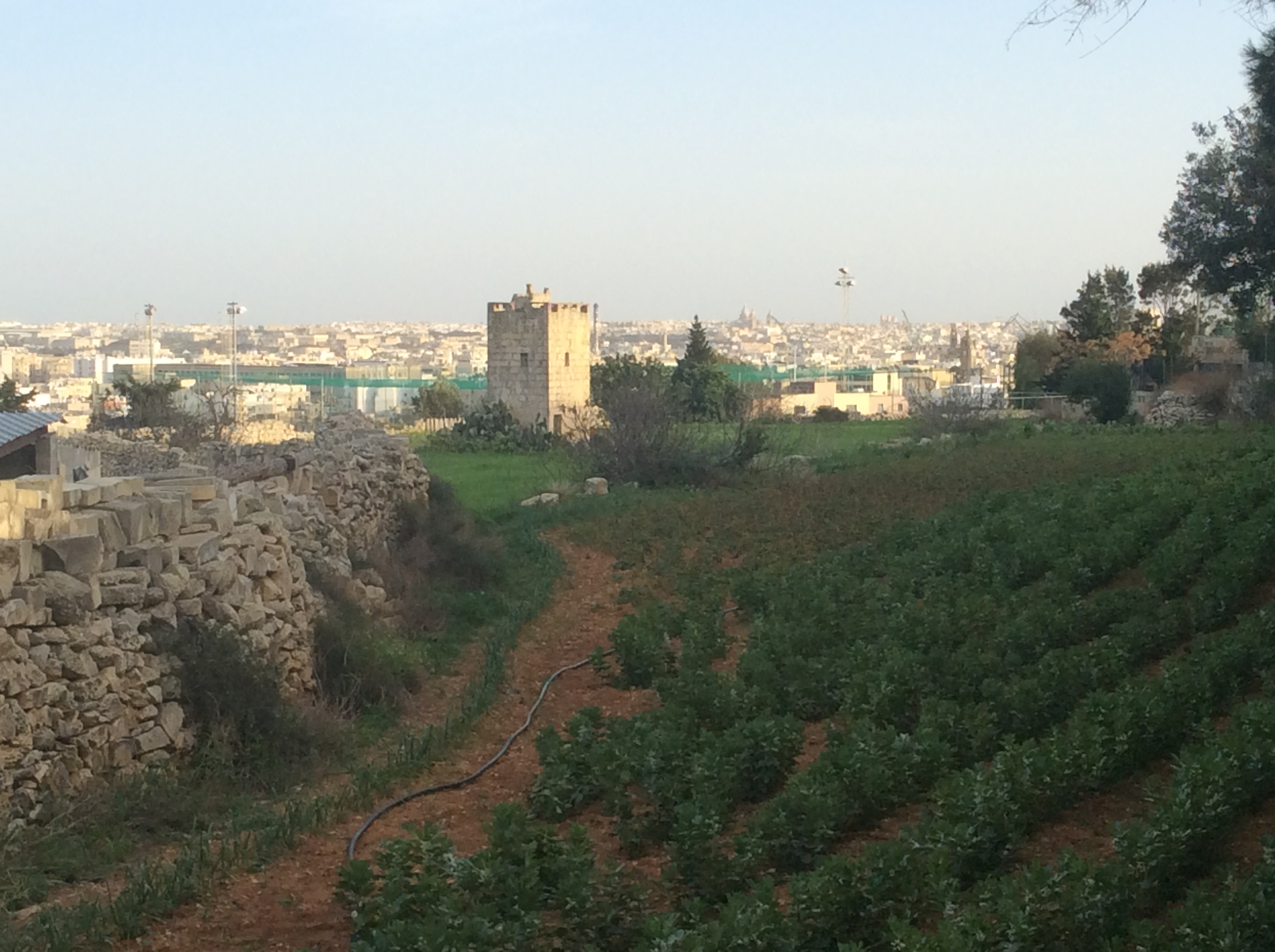
Teren uprawny z folly

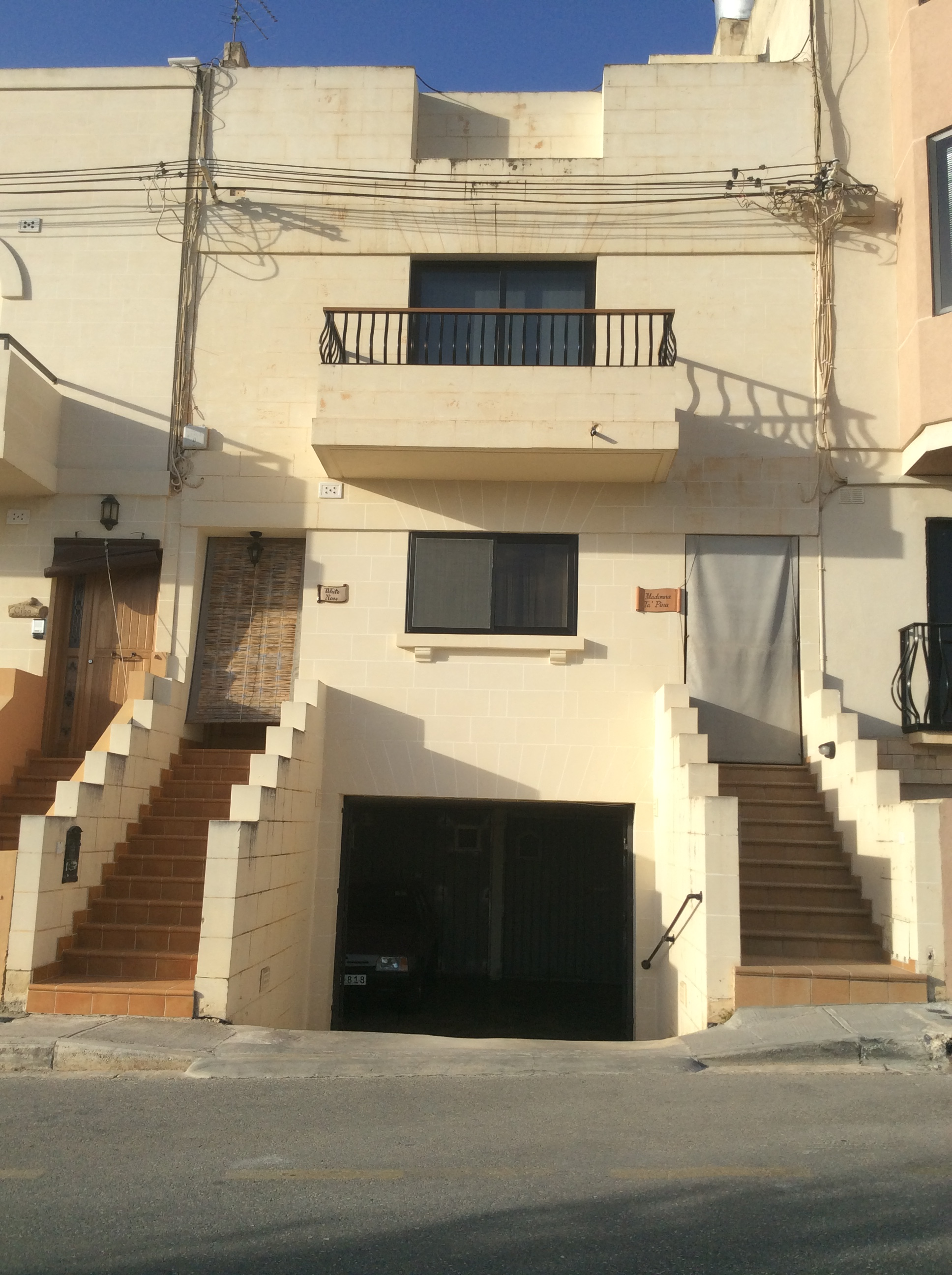
Mieszkanie dwupoziomowe
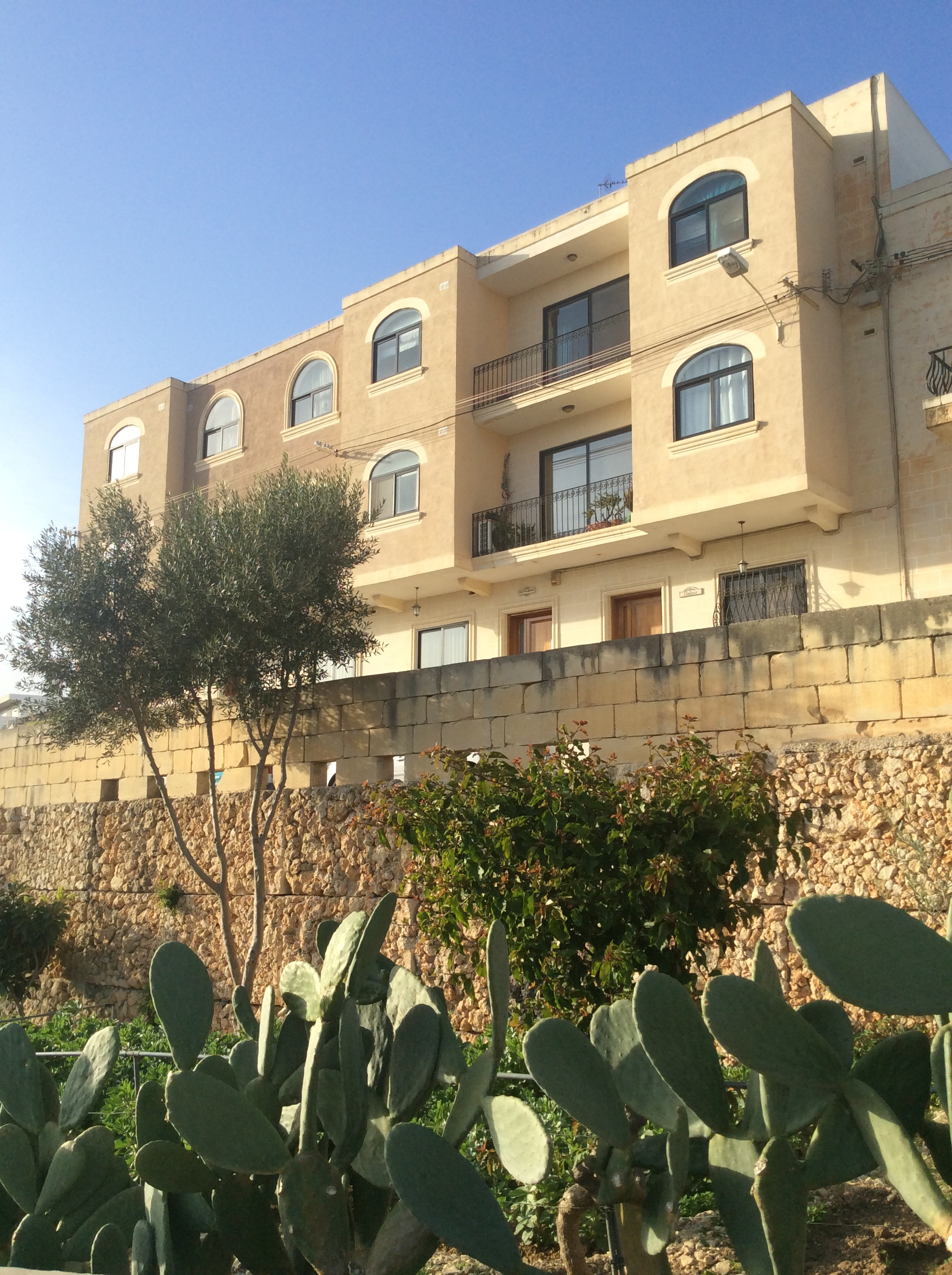
Apartamenty
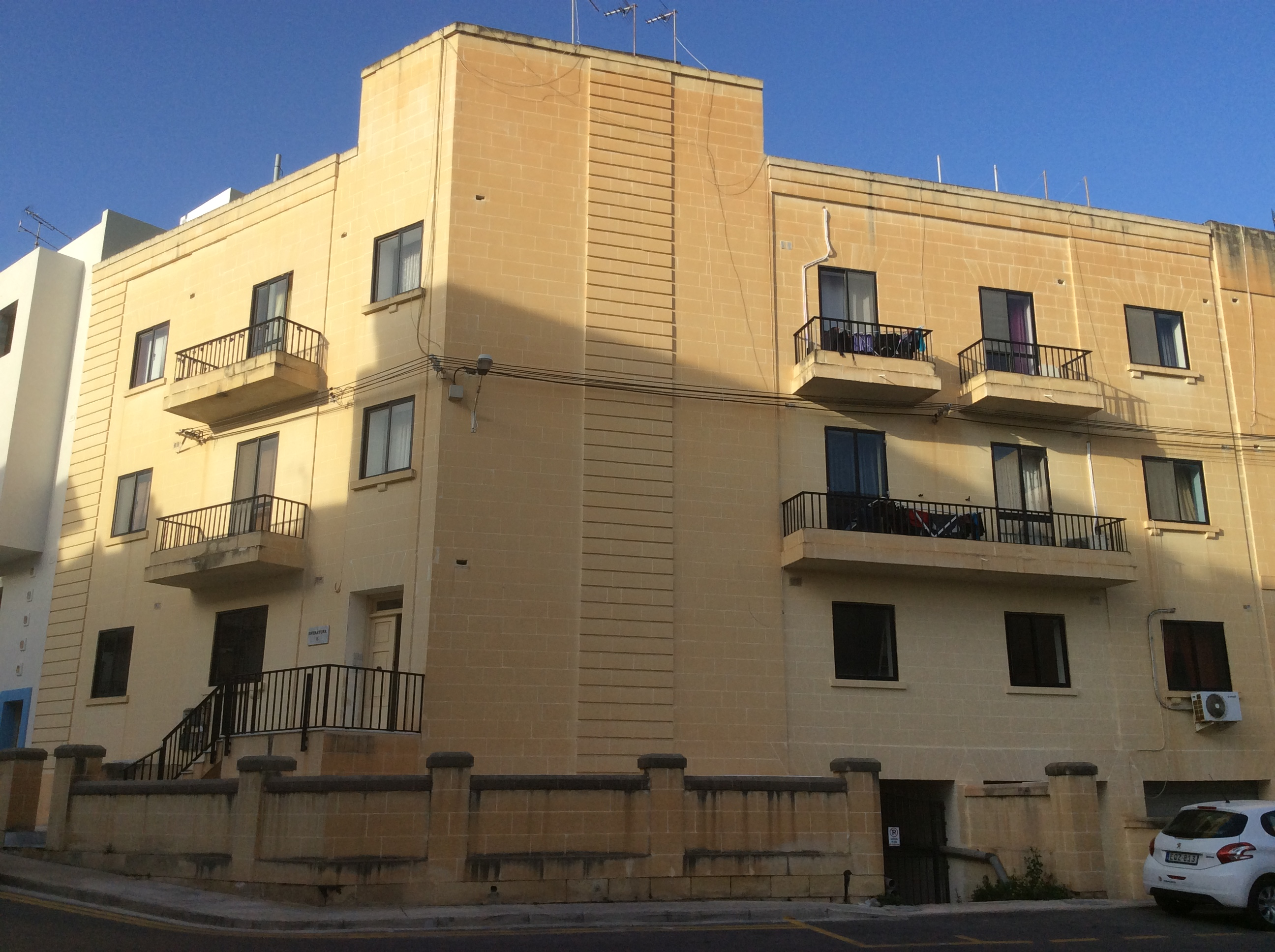
Apartamenty zbudowane przez rząd
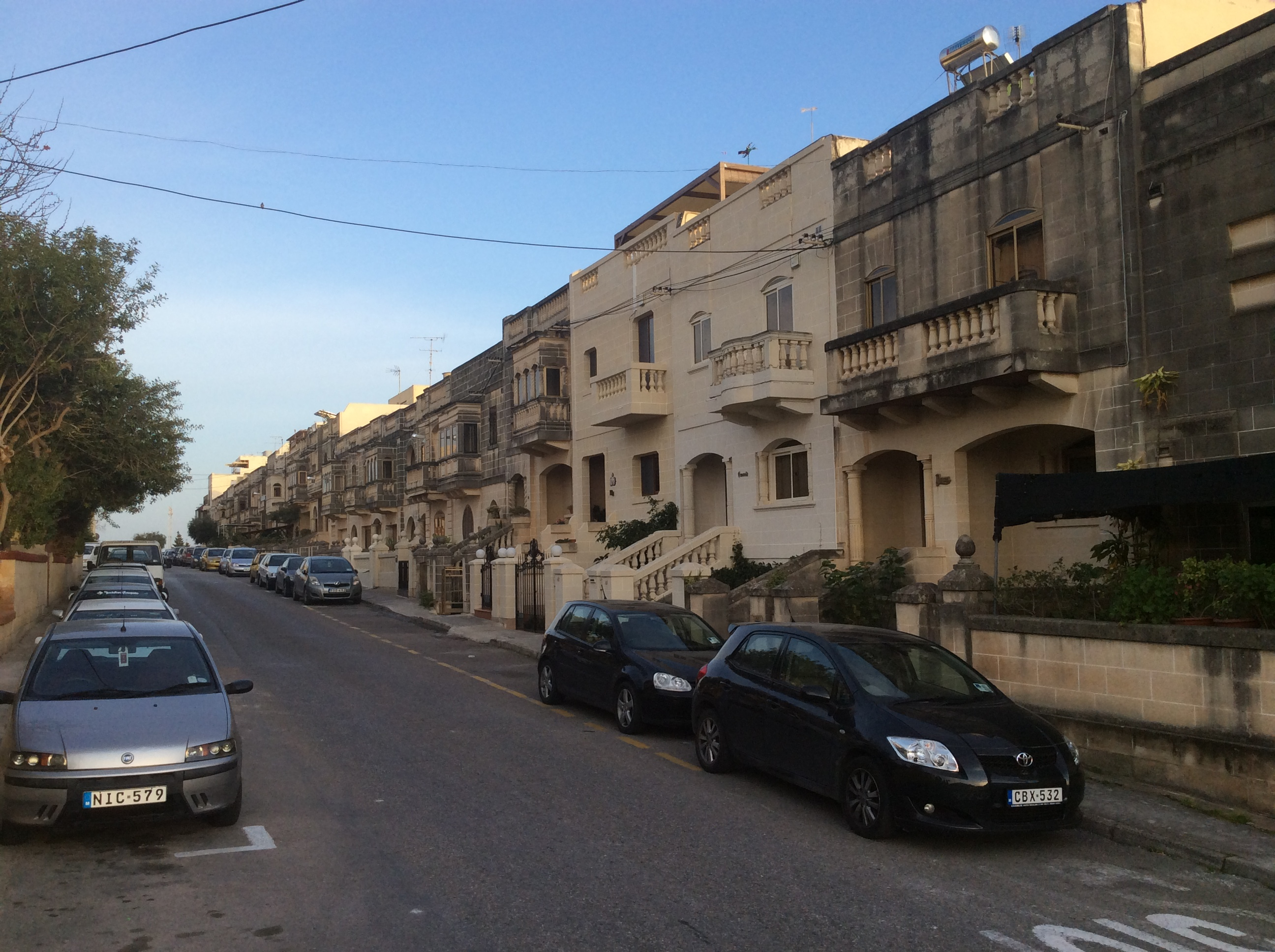
Typowa okolica mieszkalna w Swatar

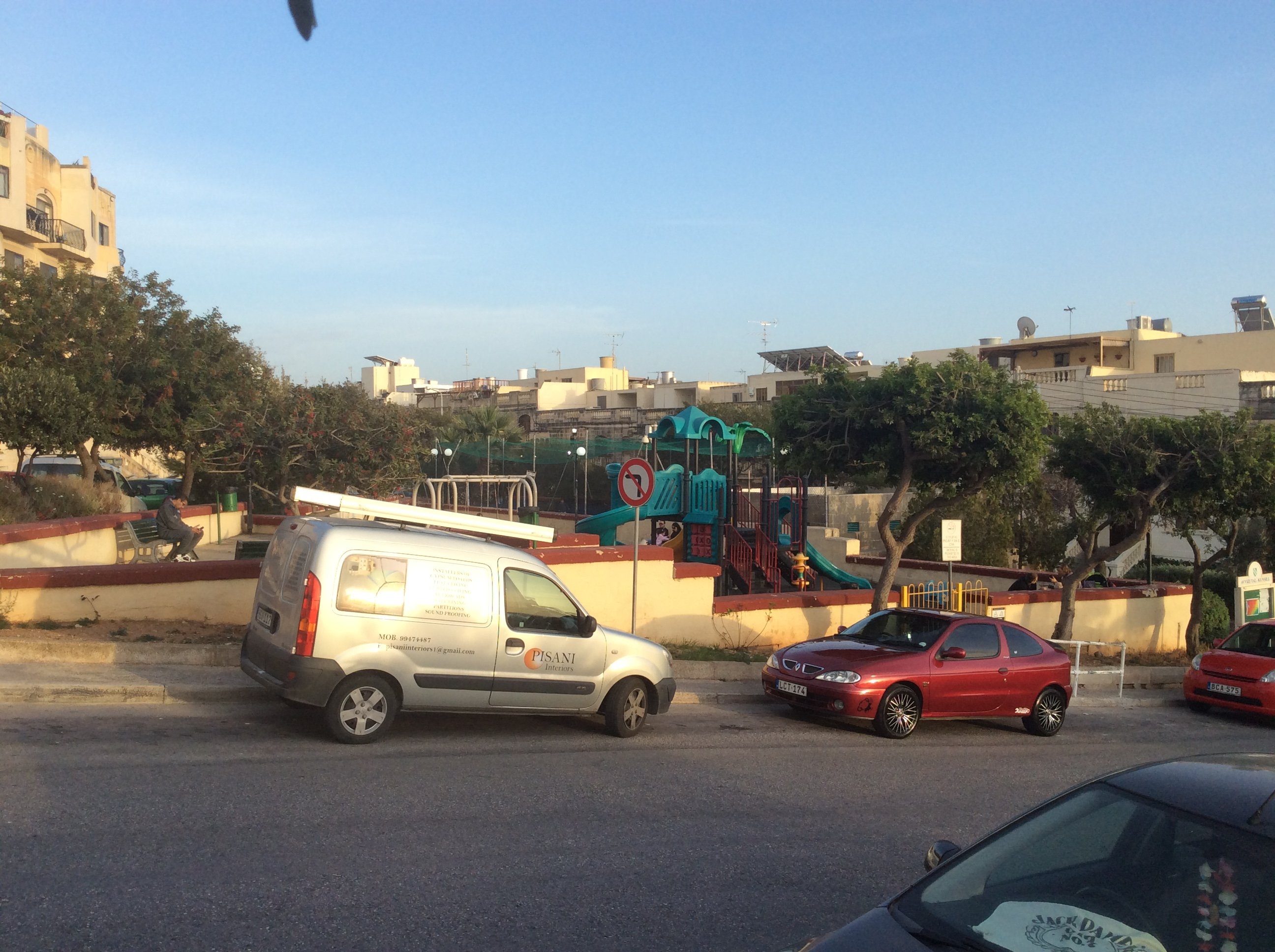
Plac zabaw dla dzieci
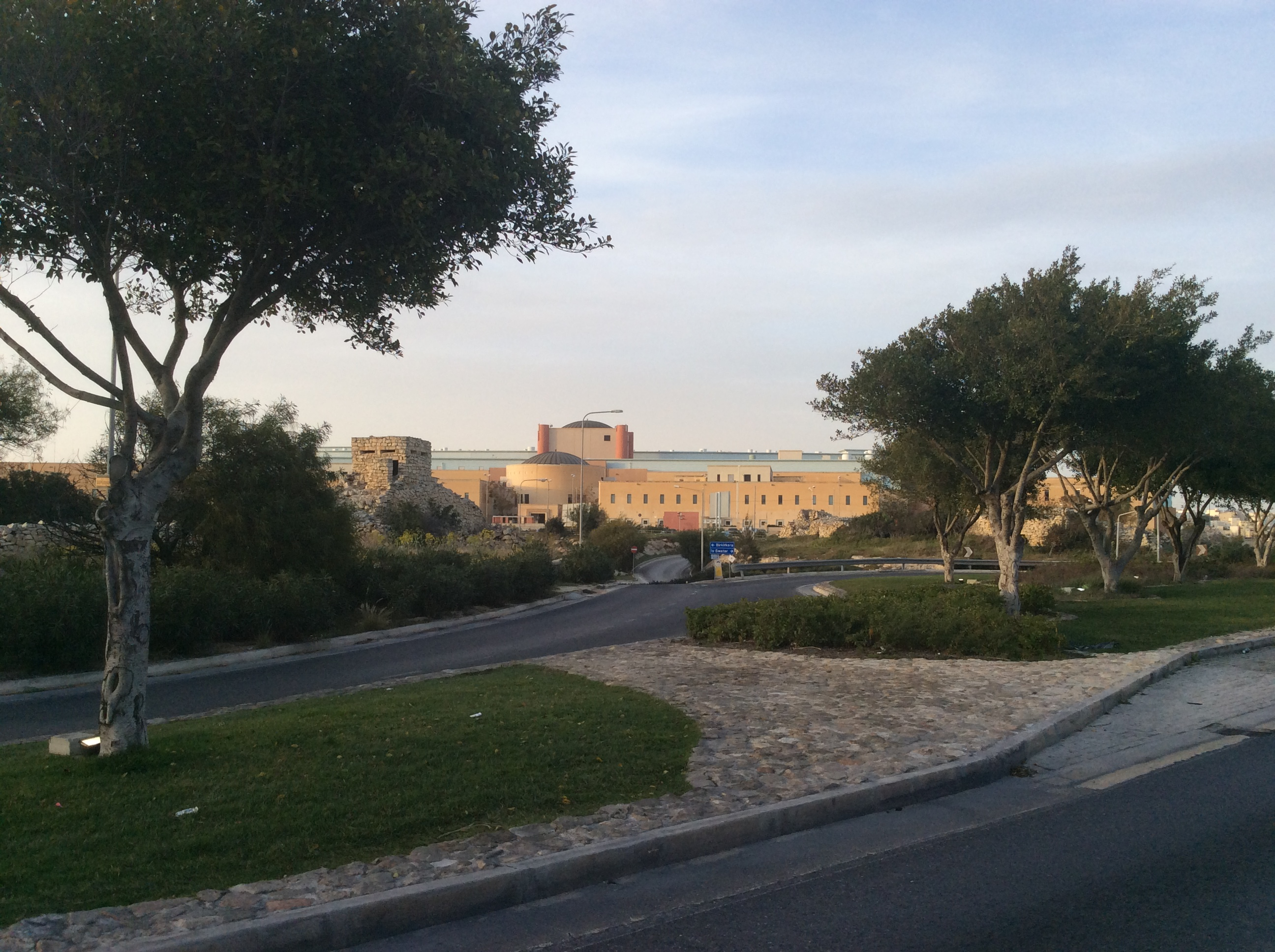
Samodzielne stanowisko ogniowe (pillbox) z okresu II w.ś.

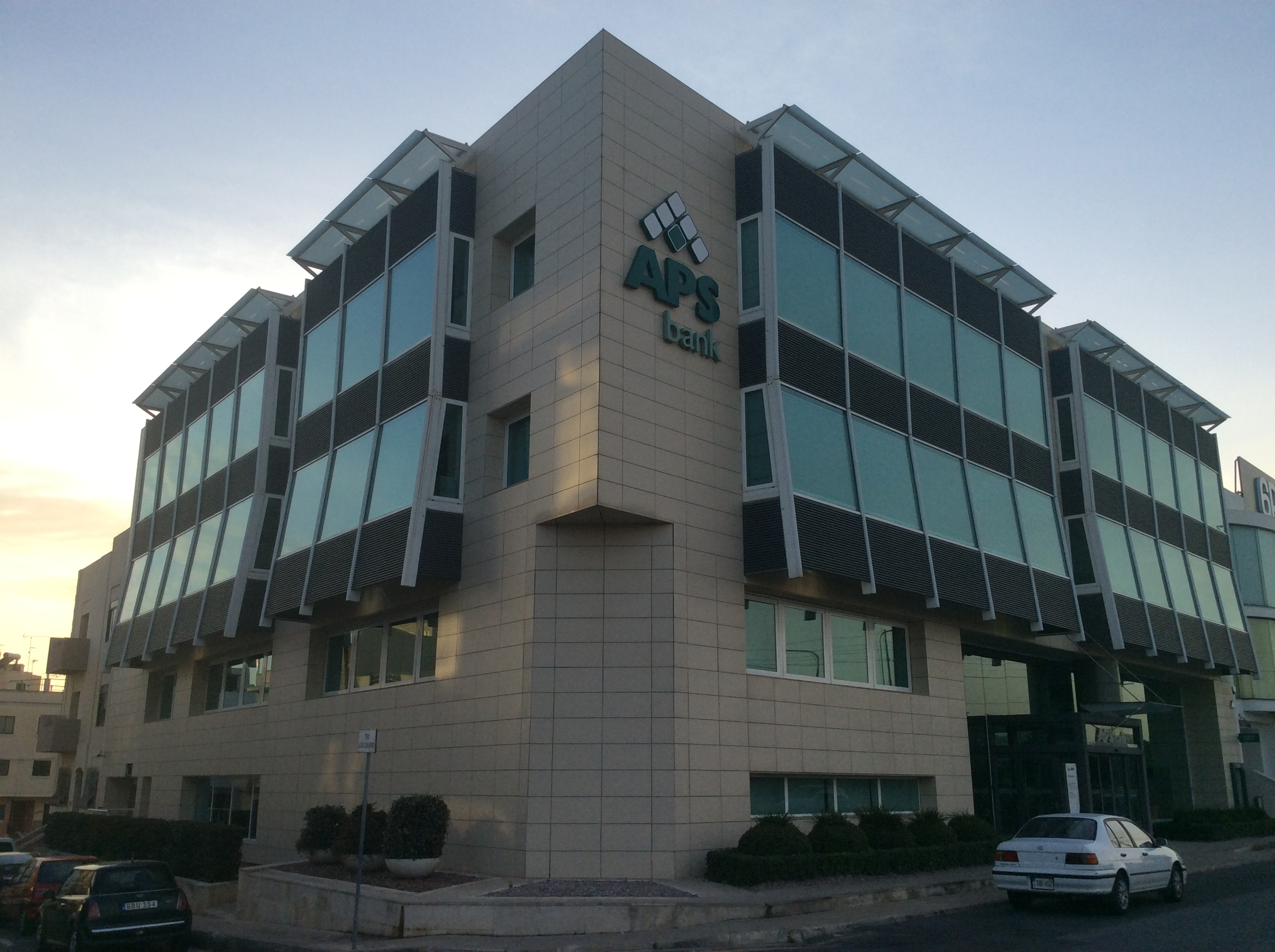
Główna siedziba banku APS
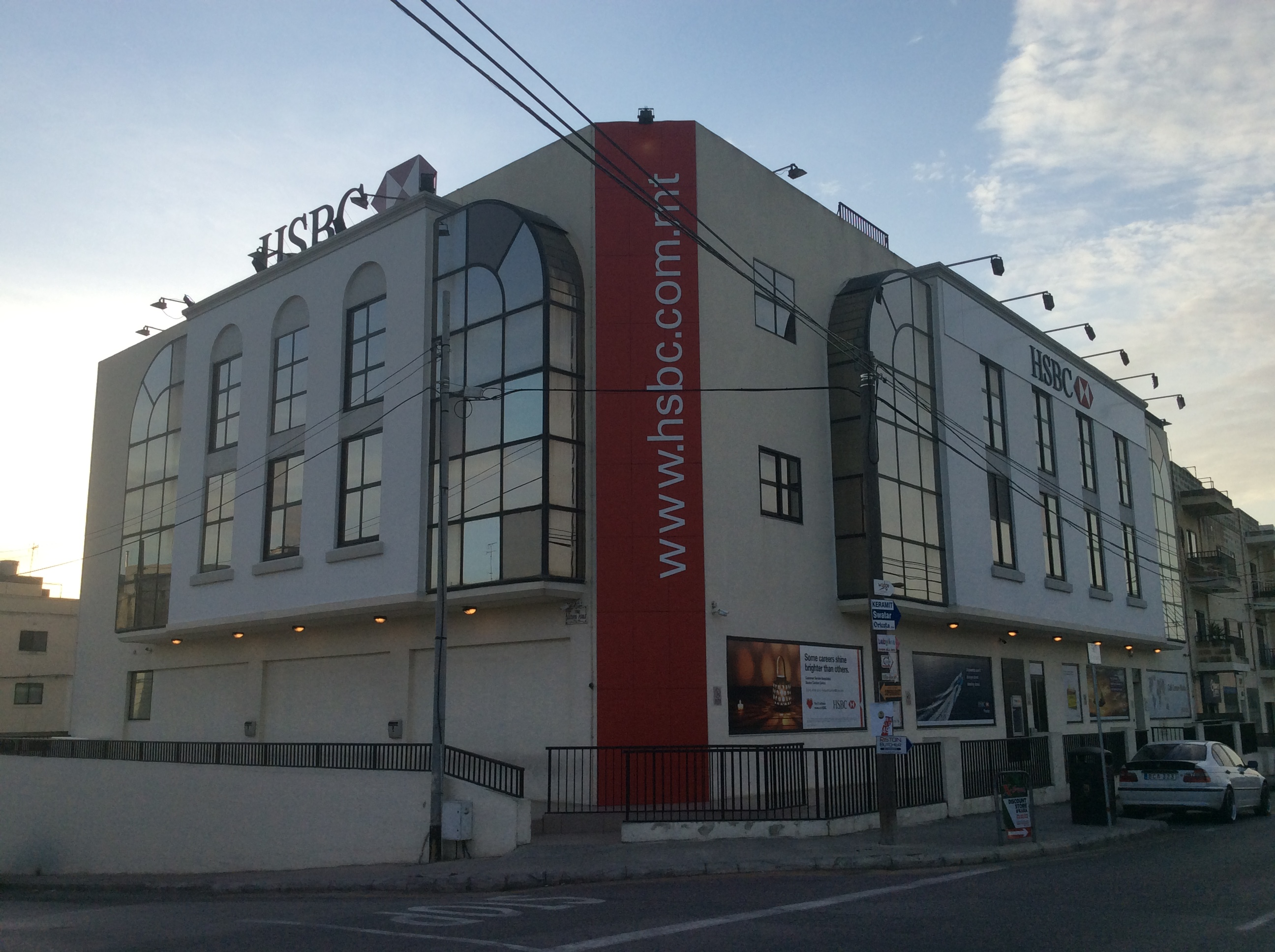
Centrum telefoniczne (call centre) banku HSBC
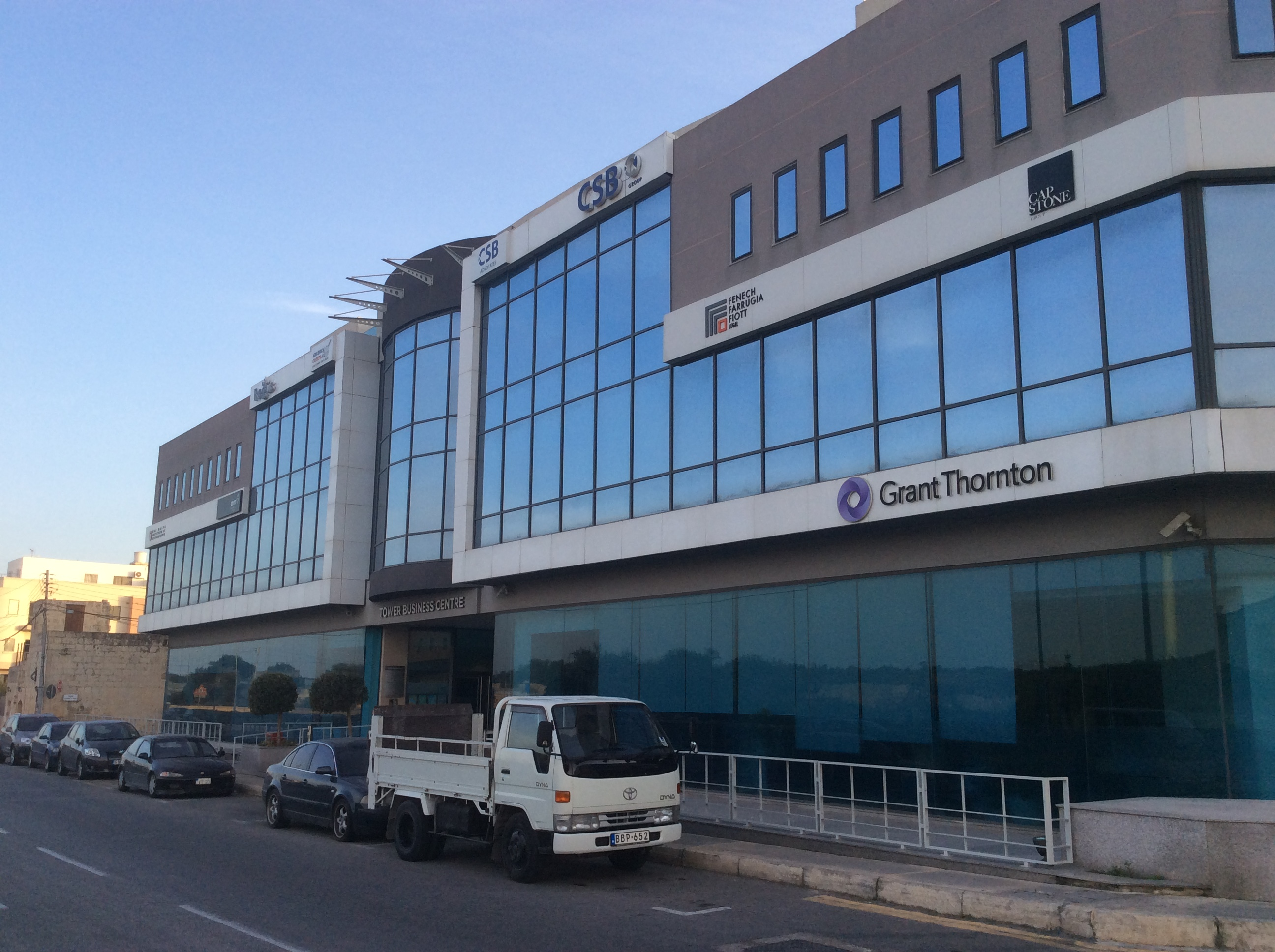
Tower Business Centre